# Qinghe (Huai’an)
Qinghe (清河区; Pinyin: Qīnghé Qū) war ein chinesischer Stadtbezirk der bezirksfreien Stadt Huai’an in der Provinz Jiangsu. Er hatte eine Fläche von 134 Quadratkilometern und zählt ca. 320.000 Einwohner (2004). Er war Regierungssitz von Huai’an.
Im Jahr 2016 wurde im Rahmen einer Gebietsreform der Bezirk Qinghe mit dem Bezirk Qingpu vereint und ein neuer Bezirk Qingjiangpu geschaffen.

## Administrative Gliederung
Auf Gemeindeebene setzte sich der Stadtbezirk aus neun Straßenvierteln und zwei Gemeinden zusammen. 